# Watertown (Nueva York)
Watertown fundada en 1869, es una ciudad ubicada en el condado de Jefferson en el estado estadounidense de Nueva York. En el año 2000 tenía una población de 34,950 habitantes y una densidad poblacional de 1,150.8 personas por km².

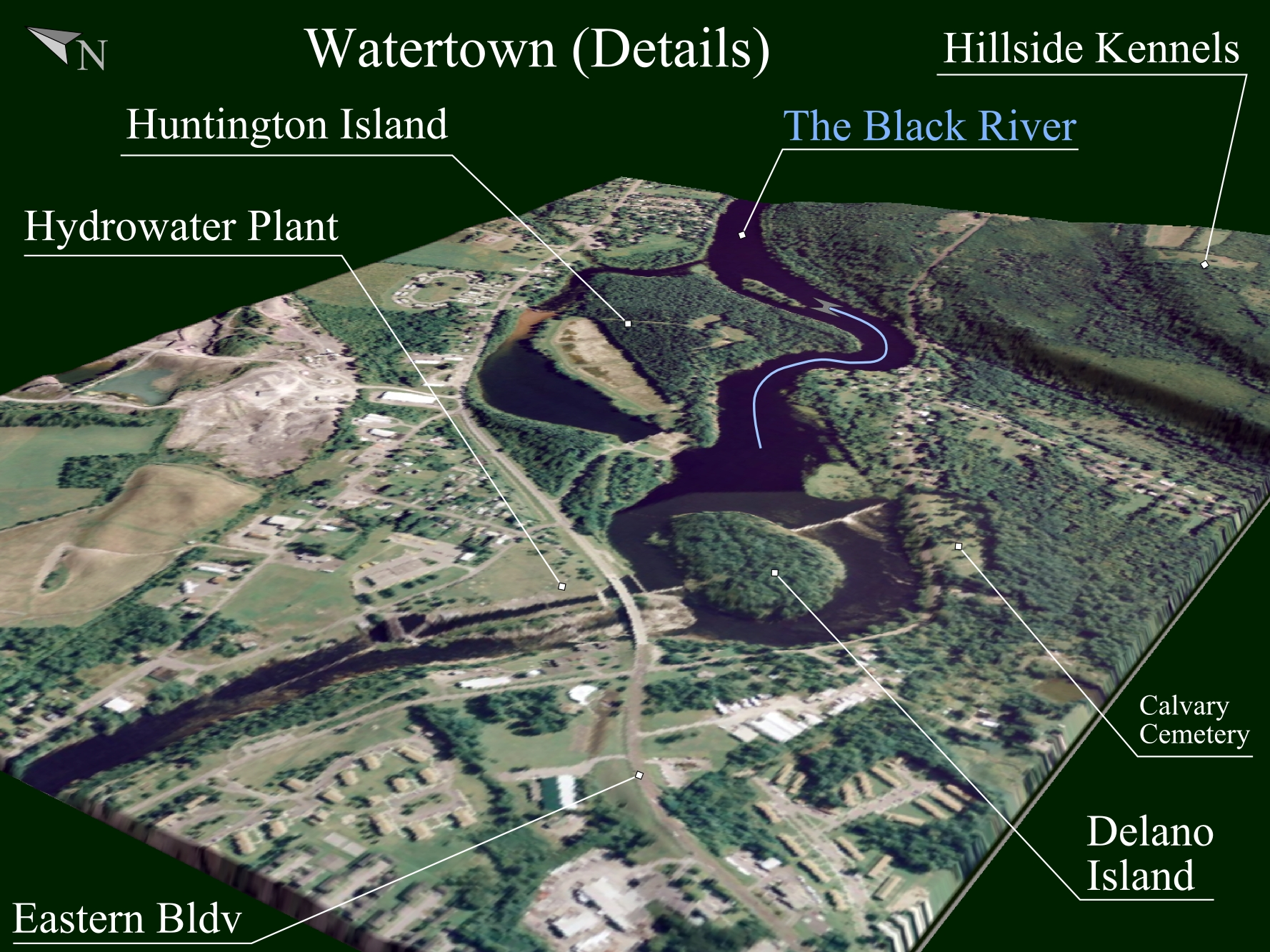

## Geografía
Watertown se encuentra ubicada en las coordenadas 43°58′32″N 75°54′23″O / 43.97556, -75.90639. Según la Oficina del Censo, la ciudad tiene un área total de 24 km² (9,3 mi²), de la cual 23,2 km² (9 mi²) es tierra y 0,8 km² (0,3 mi²) (3.45%) es agua.

## Demografía
Según la Oficina del Censo en 2000 los ingresos medios por hogar en la localidad eran de $28,429, y los ingresos medios por familia eran $36,115. Los hombres tenían unos ingresos medios de $31,068 frente a los $21,294 para las mujeres. La renta per cápita para la localidad era de $16,354. Alrededor del 19.3% de la población estaban por debajo del umbral de pobreza.